# 鈴木建次

鈴木 建次（すずき けんじ、1920年 - 1990年）は、日本の金属加工技術者、実業家。自動車用アルミホイールメーカーエンケイの創業者である。

## 来歴
茨城県真壁郡出身。
太平洋戦争中までは中島飛行機で鋳物技師を務めていた。1943年に浜松市に中島飛行機が系列事業所として中島航空金属天竜製造所を設立した際に赴任したが、終戦に伴い事業所は解散となった。
1950年（昭和25年）10月5日に遠州軽合金（現在のエンケイ）を創設・創立する。旧中島飛行機系の鋳物技師を集め、保有技術のひとつであった軽金属鋳造で生計を立てることを目的とした。当初は鍋・釜・湯たんぽなどを製造していたが、本田技研工業の創設者本田宗一郎が「補助エンジン付き自転車の燃料タンク」として湯たんぽを転用できないかと相談に訪れたことを契機に、オートバイのエンジン部品や自動車部品などのエンジンブロック生産を開始した。
1966年、鈴木は経営が危機に瀕した際に、アメリカでは自動車用アルミホイールの市場が存在することを知って、製造に着手する。アルミ鋳造技術を生かせることからの判断だった。試作品が評価されて1967年に受注が決まり、市場開拓に成功した。
1970年、鈴木は工場への仕入れ・販売を目的とした商社機能会社、鈴興を設立した。
1988年、遠州軽合金は社名をエンケイに変更した。
1990年に死去。その後は長男が代表取締役を継ぎ、妻や次男は鈴興の代表取締役を務めた。